# Sloanea sigun
Sloanea sigun là một loài thực vật có hoa trong họ Côm. Loài này được (Blume) K. Schum. miêu tả khoa học đầu tiên năm 1890.